# Dystrykt Federalny (Brazylia)
Dystrykt Federalny (port. Distrito Federal) – wydzielona dla stolicy kraju Brasílii jednostka administracyjna Brazylii. Graniczy ze stanami Goiás i Minas Gerais.